# Drug Metabolism and Pharmacokinetics
Drug Metabolism and Pharmacokinetics, abgekürzt Drug Metab. Pharmacokin., ist eine wissenschaftliche Fachzeitschrift, die von der Japanese Society for the Study of Xenobiotics veröffentlicht wird. Die Zeitschrift wurde 1986 unter dem Namen Yakubutsu-d¯otai = Xenobiotic Metabolism and Disposition gegründet und veröffentlichte in japanischer Sprache. Im Jahr 2002 wurde der Titel in den derzeit gültigen geändert und die Arbeiten werden seitdem in englischer Sprache veröffentlicht. Die Zeitschrift erscheint mit sechs Ausgaben im Jahr. Es werden Arbeiten veröffentlicht, die sich mit dem Arzneistoffmetabolismus und der Pharmakokinetik beschäftigen.
Der Impact Factor lag im Jahr 2014 bei 2,568. Nach der Statistik des ISI Web of Knowledge wird das Journal mit diesem Impact Factor in der Kategorie Pharmakologie und Pharmazie an 111. Stelle von 254 Zeitschriften geführt.